# Fulda (rivier)
De Fulda is een 218 kilometer lange rivier in de Duitse deelstaten Hessen en Nedersaksen en een van de twee grote bronrivieren van de Wezer. Ze stroomt van de Rhön naar Hann. Münden.
De Fulda ontspringt op de Wasserkuppe, de hoogste berg van de Rhön. De rivier stroomt aanvankelijk in westelijke richting door de Hessische Rhön en buigt vervolgens af naar het noorden om de scheiding te vormen tussen de Rhön en de Vogelsberg. De Fulda passeert op haar weg naar het noorden Fulda en Kassel. Bij Hann. Münden komt de Fulda samen met de Werra, de oostelijke grote bronrivier van de Wezer.

## Afbeeldingen

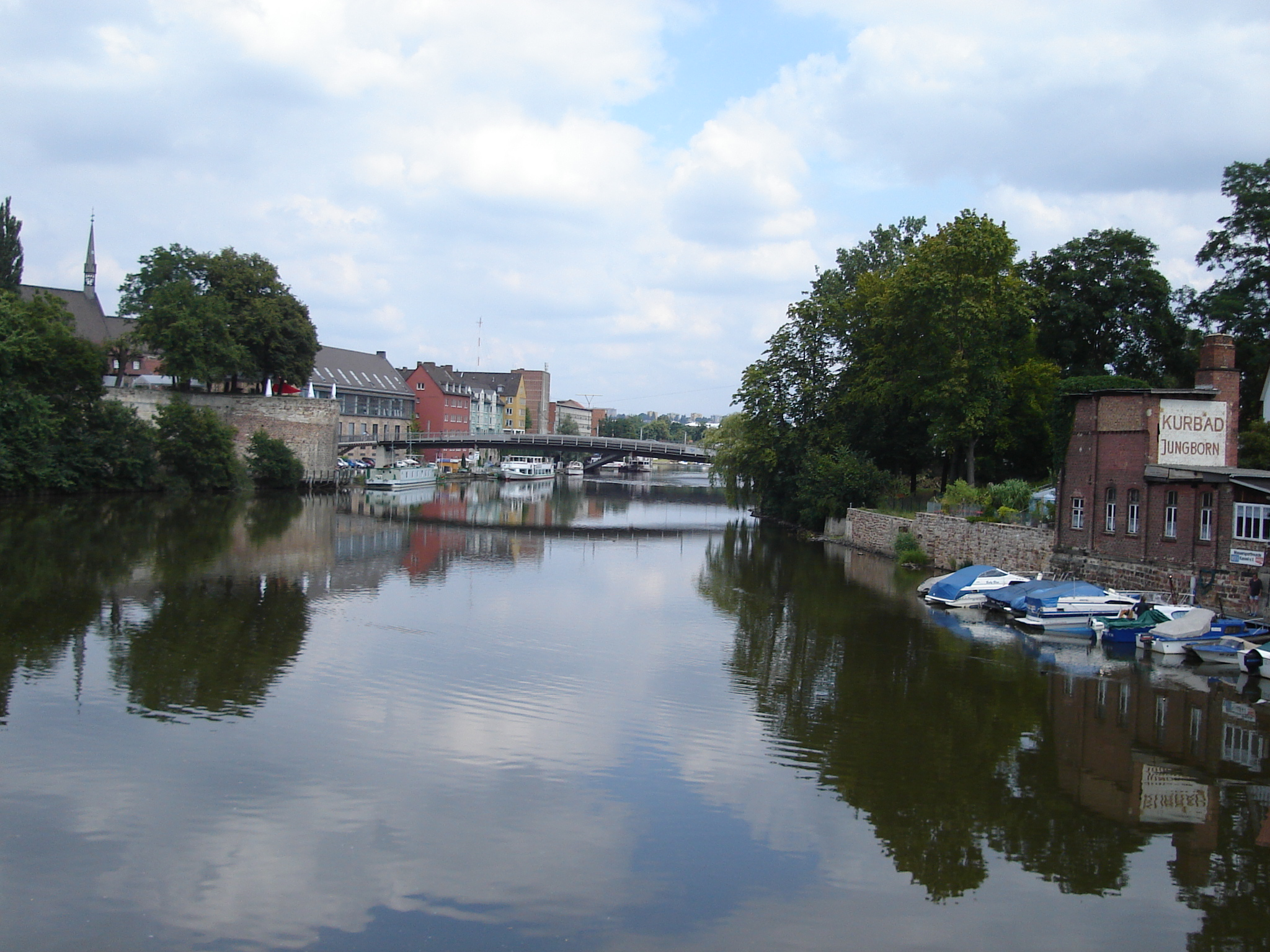
De Fulda bij Kassel

## Fietsroute
Langs de Fulda loopt de fietsroute Hessischer Radfernweg R1, ook wel Fulda-Radweg genoemd.